# Première Victoire
Pour plus de détails, voir Fiche technique et Distribution.
Première Victoire (en anglais : In Harm's Way, littéralement : La Voie difficile) est un film de guerre américain réalisé par Otto Preminger et sorti en 1965.

## Introduction
Première Victoire a été produit et réalisé par Otto Preminger. Ses principaux interprètes sont John Wayne, Kirk Douglas et Henry Fonda.
Le scénario a été écrit par Wendell Mayes sur la base du roman Harm's Way de James Bassett. Le film raconte de façon spectaculaire la vie d'officiers de la marine des États-Unis et de leurs épouses basés à Hawaï au début de la Seconde Guerre mondiale.
Il est à noter que Première Victoire débute où se terminait Tant qu'il y aura des hommes.

## Résumé
Rockwell « Rock » Torrey est un commandant de l'US Navy qui a sacrifié sa vie familiale à sa vie militaire et a divorcé 18 ans plus tôt en laissant à son ex-épouse son fils Jeremiah âgé de 4 ans. Il commande le croiseur Old Swayback qui est en mer lors de l'attaque de Pearl Harbor. Il est mis à pied pour ne pas avoir respecté le règlement qui demandait de faire des zigzags (afin d'économiser son mazout qui baissait) et de ce fait avoir été torpillé par un sous-marin japonais.
Blessé dans le torpillage (bras cassé), il fait connaissance de l'infirmière Maggie Haines pendant sa convalescence.
La marine finit par reconnaître le bien-fondé de sa démarche et le nomme contre-amiral et lui confie une première opération difficile contre les japonais.
Il rencontre son fils qu'il n'a pas vu depuis 18 ans et qui lui réserve un accueil glacial. Celui-ci est arriviste et affecté sur une vedette lance-torpilles uniquement pour progresser rapidement et être affecté à un poste d'état-major avec l'aide de l'influence de sa mère. Par son exemple, et non par des discours, il réussira à le remettre dans le droit chemin et même à se sacrifier.
Paul Eddington est le commandant en second de Rock Torrey. Trompé par sa femme tuée en galante compagnie pendant l'attaque de Pearl Harbour, il sombre dans l'alcool, mais Rock Torrey le prend comme son chef d'état-major.

## Fiche technique
- Titre original : In Harm's Way
- Scénario : James Bassett et Wendell Mayes
- Production : Otto Preminger pour Paramount Pictures.
- Musique : Jerry Goldsmith
- Photographie : Loyal Griggs et Philip H. Lathrop (seconde équipe)
- Durée : 165 min
- Pays de production :  États-Unis
- Langue : anglais
- Couleur : Noir et Blanc
- Aspect Ratio : 2.35:1
- Son : Dolby Surround
- Classification : France : Tout public / USA : PG
- Dates de sortie :
  - États-Unis : 6 avril 1965
  - France : 14 mai 1965

## Distribution
- John Wayne (VF : Jean Martinelli, scènes supplémentaires : Jean-Bernard Guillard) : capitaine Rockwell W. « Rock » Torrey de l'US Navy, commandant le croiseur Old Swayback ; puis nommé amiral et commandant opérationnel de l'opération Skyhook.
- Kirk Douglas (VF : Michel Gatineau, scènes supplémentaires : Hervé Bellon) : commandant Paul Eddington, commandant en second du Old Swayback ; puis chef d'état-major de l'amiral Torrey
- Patricia Neal (VF : Paule Emanuele) : lieutenant Maggie Haines, infirmière de l'US Navy et amoureuse de Rock Torrey.
- Tom Tryon (VF : Roland Ménard) : lieutenant William McConnell NSU, officier de pont sur le USS Cassidy ; puis aide de camp de l'amiral Torrey.
- Paula Prentiss (VF : Nelly Benedetti) : Beverly McConnell, son épouse, qui travaille comme un observateur aérien près de Pearl Harbor
- Brandon De Wilde : enseigne, puis lieutenant Jérémiah Torrey, fils de Rock Torrey.
- Jill Haworth : enseigne Annalee Dohrn, infirmière, colocataire de Maggie Haines et petite amie de Jérémiah Torrey.
- Burgess Meredith (VF : Jacques Marin, scènes supplémentaires : Marc Perez) : commandant Egan T. Powell, responsable du renseignement auprès de l'amiral Torrey.
- Barbara Bouchet : Liz Eddington, son épouse infidèle, tuée dans un accident de voiture alors qu'elle fuyait un mitraillage avec son amant lors de l'attaque de Pearl Harbor.
- Patrick O'Neal (VF : Sady Rebbot) : commandant (et ancien membre du Congrès des États-Unis) Neal Owynn, représentant l'amiral Broderick auprès de l'amiral Torrey.
- Stanley Holloway (VF : Henry Djanik) : Canfil Clayton, un ancien planteur australien qui renseigne les américains sur les activités des japonais.
- Dana Andrews (VF : Jean Michaud) : vice-amiral B.T. « Blackjack » Broderick, commandant de la 3e zone sud-ouest du Pacifique.
- Franchot Tone (VF : Roger Tréville) : amiral Husband Kimmel, commandant en chef du Pacifique lors de l'attaque de Pearl Harbor et jugé responsable de négligence.
- Henry Fonda (VF : Jacques Beauchey) : amiral Chester Nimitz qui le remplaça.
- Slim Pickens (VF : Robert Dalban) : maître d'équipage Culpeper à bord du USS Cassidy.
- Carroll O'Connor (VF : Albert Augier) : commandant, puis capitaine Burke, officier des opérations du capitaine du Torrey à bord du Old Swayback, puis commandant du croiseur.
- James Mitchum, fils de Robert Mitchum (VF : Jacques Dynam) : enseigne Griggs.
- George Kennedy (VF : Jean-Pierre Duclos) : lieutenant-colonel Gregory.
- Larry Hagman (VF : Hubert Noël) : sous-lieutenant Cline à bord du USS Cassidy.
- Hugh O'Brian : Major de l'Air Force et amant de Liz Eddington.
- Jerry Goldsmith : le pianiste.
- Chet Stratton : le docteur du bateau.
- Christopher George : le marin dans la salle des machines du Old Swayback.
- Soo Yong : la femme en pleurs

## Contexte de la production
La performance de John Wayne est un peu en retrait du fait qu'il était gravement malade d'un cancer du poumon au moment du tournage. Peu de temps après, sa maladie est diagnostiquée et un mois plus tard il subit une intervention chirurgicale pour l'ablation du poumon gauche et de deux côtes.
Franchot Tone a lui aussi développé un cancer du poumon et est décédé en septembre 1968.
La production a reçu une importante assistance de l'US Navy qui a prêté le croiseur USS Saint Paul (CA-73) dans le rôle du Old Swayback et le destroyer USS Philip pour l'USS Cassidy. L'US Navy a aussi prêté les destroyers USS Braine (DD-630 (en), USS O'Bannon (DD-450), USS Renshaw, USS Walker, le sous-marin USS Capitaine (SS-336) (en), le transport USS Renville (APA-227).
La bataille navale avec des bâtiments japonais a été réalisée avec des maquettes de grande dimension. Kirk Douglas a cependant trouvé ces effets spéciaux pauvres et a proposé (en vain) de les retourner à ses frais sur la base de ceux utilisés pour le film Les Sentiers de la gloire de Stanley Kubrick.

## Commentaires
- Comme d'autres films d'Otto Preminger, In Harm's Way montre aussi des personnages puissants mais peu glorieux. Il s'agit ici d'officiers de haut niveau peu capables et surtout attachés à leur carrière.
- Le film a été tourné en 1965 soit bien avant les films catastrophes des années 1970. Dans ces derniers, le scénario est centré sur une catastrophe ou d'un événement spectaculaire majeur autour duquel tournent des scénarios secondaires avec des aventures sentimentales, familiales ou personnelles.
- Le film In Harm's Way est centré sur le personnage joué par John Wayne, soit un officier de l'US Navy qui a sacrifié sa vie familiale à sa carrière dans la Marine.
- Le scénario se passe pendant l'attaque de Pearl Harbor que John Wayne vit en essayant de protéger son escadre de bâtiments en mer, puis lors d'une première offensive américaine victorieuse. Celle-ci est imaginaire, située autour d'îles baptisées Gavabutu, Levu-vana, du Cap Titan et d'une ville fondée par les français baptisée Toulebonne.
- Dans ce film, John Wayne, Kirk Douglas et Henry Fonda ne comportaient pas leurs voix françaises régulières qui furent respectivement Raymond Loyer, Roger Rudel et René Arrieu.